# Carlos Arévalo
Carlos Arévalo (n. 6 decembrie 1993, Betanzos⁠(d), Galicia, Spania) este un caiacist ce a reprezentat Spania, medaliat olimpic. A participat la două ediții ale Jocurilor Olimpice (2020, 2024) în care a câștigat o medalie de argint.